# Sliepkovce
Sliepkovce – wieś (obec) na Słowacji położona w kraju koszyckim, w powiecie Michalovce. Pierwsze wzmianki o miejscowości pochodzą z roku 1345. 
Według danych z dnia 31 grudnia 2012, wieś zamieszkiwało 745 osób, w tym 381 kobiet i 364 mężczyzn.
W 2001 roku rozkład populacji względem narodowości i przynależności etnicznej wyglądał następująco:
- Słowacy – 85,37%
- Czesi – 1,14%
- Romowie – 10,51%
- Ukraińcy – 0,57%

Ze względu na wyznawaną religię struktura mieszkańców kształtowała się w 2001 roku następująco:
- Katolicy rzymscy – 79,4%
- Grekokatolicy – 14,2%
- Ewangelicy – 0,57%
- Prawosławni – 0,43%
- Ateiści – 1,14%
- Nie podano – 2,98%